# Mike Burstyn

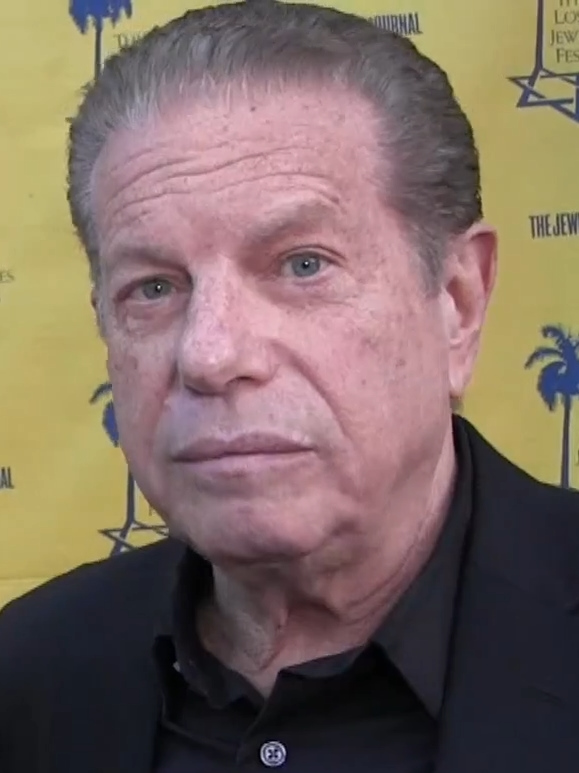
Mike Burstyn, ca. April 2017

Michael „Mike“ Burstyn, auch Mike Burstein, (hebräisch מייק בורשטיין; * 1. Juli 1945 in New York City, New York, Vereinigte Staaten) ist ein israelisch-US-amerikanischer Schauspieler.

## Leben
Er ist der Sohn des jiddischsprachigen Schauspielers Pesach Burstein und Lillian Lux. Er ist der Zwillingsbruder der Schauspielerin Susan Burstein-Roth. Sein Cousin war der Komiker Jay Lester aus dem Borsch Belt. Mike trat schon als Kind auf der Bühne jiddischer Theater auf, in Musicals und Melodramen, die von seinem Vater Pesach Burstein produziert wurden. Sein Schaffen für Film und Fernsehen umfasst rund 30 Produktionen. In dem Dokumentarfilm von Arnon Goldfinger The Komediant über die Familie Burstein/Burstyn ist Mike als junger Mann zu sehen.
Burstyn besitzt die israelische und die US-amerikanische Staatsbürgerschaft. Er ist seit dem 7. Dezember 1998 mit Cyona Warech verheiratet.

## Filmographie
- 1964: Sallah oder: Tausche Tochter gegen Wohnung
- 1965: Shabbat Hamalka
- 1966: Shnei Kuni Leml
- 1968: Dybuk
- 1976: Tod eines Fremden
- 1977: Hershele
- 1982: Sabine
- 1997: Minotaur
- 1998: Law & Order
- 2018: Papa
- 2019: Happy Times – Ein blutiges Fest
- 2019: Blue Tiles
- 2017–2020: Juda
- 2024: Die Zweiflers
- 2024: Serial Beauty